# Ильм-уд-дин
Ильм-уд-дин (также известен как Ильм Дин, 4 декабря 1908 — 31 октября 1929) — индийский плотник-мусульманин, который убил издателя Махаше Раджпала за публикацию книги «Рангила Расул», содержание которой мусульмане считали оскорбительным по отношению к пророку Мухаммеду.

## История

### Предыстория
В 1923 году Махаше Раджпал издал анонимный памфлет «Рангила Расул». В этой книге в крайне саркастической манере рассказывалось о пророке Мухаммаде, в качестве источников использовались в основном хадисы, собранные аль-Бухари, но автор «Рангилы Расул» превратно их переиначил, а также снабдил собственными комментариями. В частности, пророк Мухаммед в книге назван «крайне опытным» человеком, что, как иронично утверждает автор, подтверждается количеством его жён. Также для более резкого контраста пророк Мухаммед, который представлен в «Рангиле Расул» как сластолюбец, сравнивается с индуистским святыми, придерживающимися полового воздержания.
Выход «Рангилы Расул» привёл к волнениям среди мусульман Индии, которые требовали запрета книги. В 1927 в Британской Индии был принят закон, запрещавший оскорбления основателей и лидеров религиозных движений.

### Убийство
6 апреля 1929 года Ильм-уд-дин купил на базаре нож ценой в одну рупию. Затем он спрятал его в штанах и пошёл в магазин Махаше Раджпала. Поскольку он не знал, как выглядит Раджпал, то спросил об этом у людей возле магазина. После того, как Раджпал пришёл в свой магазин, Ильм-уд-дину сказали об этом, после чего он подошёл к Раджпалу и убил его ударом ножа в грудь. После этого Ильм-уд-дин был арестован полицией.

### Последующие события
Поступок Ильм-уд-дина был воспринят среди мусульман Индии неоднозначно, многие считали совершённый им поступок соответствующим исламу.
Одним из участников судебного процесса над Ильм-уд-дином был будущий отец-основатель Пакистана Мухаммад Али Джинна, который ходатайствовал о замене смертной казни на пожизненное заключение, но его прошение было отклонено. Ильм-уд-дин был признан виновным и казнён.
На церемонию прощания с Ильм-уд-дином пришли около 600 тысяч человек. Присутствовавший там Мухаммад Икбал, будущий «духовный отец Пакистана», со слезами на глазах сказал: «Этот необразованный юноша превзошёл нас, образованных». В современном Пакистане Ильм-уд-дин рассматривается как человек, который сделал то, что является обязанностью каждого мусульманина, и почитается как «гази» и «шахид» (мученик за веру). В честь него воздвигнут мавзолей, который регулярно посещают множество людей.